# Comuna Krasnoznameanka, Hola Prîstan
Krasnoznameanka (în ucraineană Краснознам'янка) este o comună în raionul Hola Prîstan, regiunea Herson, Ucraina, formată din satele Krasnoznameanka (reședința), Oceakivske și Vilna Ukraiina.

## Demografie
Componența lingvistică a comunei Krasnoznameanka
     Ucraineană (86,36%)
     Rusă (11,82%)
     Alte limbi (0,57%)
Conform recensământului din 2001, majoritatea populației comunei Krasnoznameanka era vorbitoare de ucraineană (86,36%), existând în minoritate și vorbitori de rusă (11,82%).